# Dar Chaâbane
Dar Chaâbane, de son nom complet Dar Chaâbane El Fehri (arabe : دار شعبان الفهري), est une agglomération urbaine de Tunisie située à deux kilomètres au nord-est de Nabeul et formant avec elle une conurbation. Elle est rattachée au gouvernorat du même nom.
La municipalité de cette ville littorale du cap Bon compte en 2014 une population de 42 140 habitants. Elle résulte de la réunion des villes d'El Fehri située sur le littoral et de Dar Chaâbane située dans l'arrière-pays. La municipalité a été créée par le décret du 9 janvier 1957, son périmètre municipal s'étendant sur une superficie de 3 500 hectares. C'est l'une des plus grandes villes de la péninsule du cap Bon, plus grande même que la ville de Nabeul en termes de périmètre municipal.

## Histoire
En 670, au terme de la troisième expédition arabe menée en Afrique du Nord, Oqba Ibn Nafi al-Fihri fonde la ville de Kairouan et s'en sert de base pour attaquer et conquérir le nord et l'ouest de la région majoritairement chrétiens. Chaâbane Mechmèch, chef militaire de l'armée musulmane dans la région du cap Bon, y fonde Dar Chaâbane en 672 (53 de l'hégire). Il y édifie une citadelle autour de laquelle s'installent les membres de sa famille, d'où le nom de Dar Chaâbane ou « maison de Chaâbane ». L'armée musulmane commandée par Abou al-Mouhajir Dinar conquiert le cap Bon en 674.

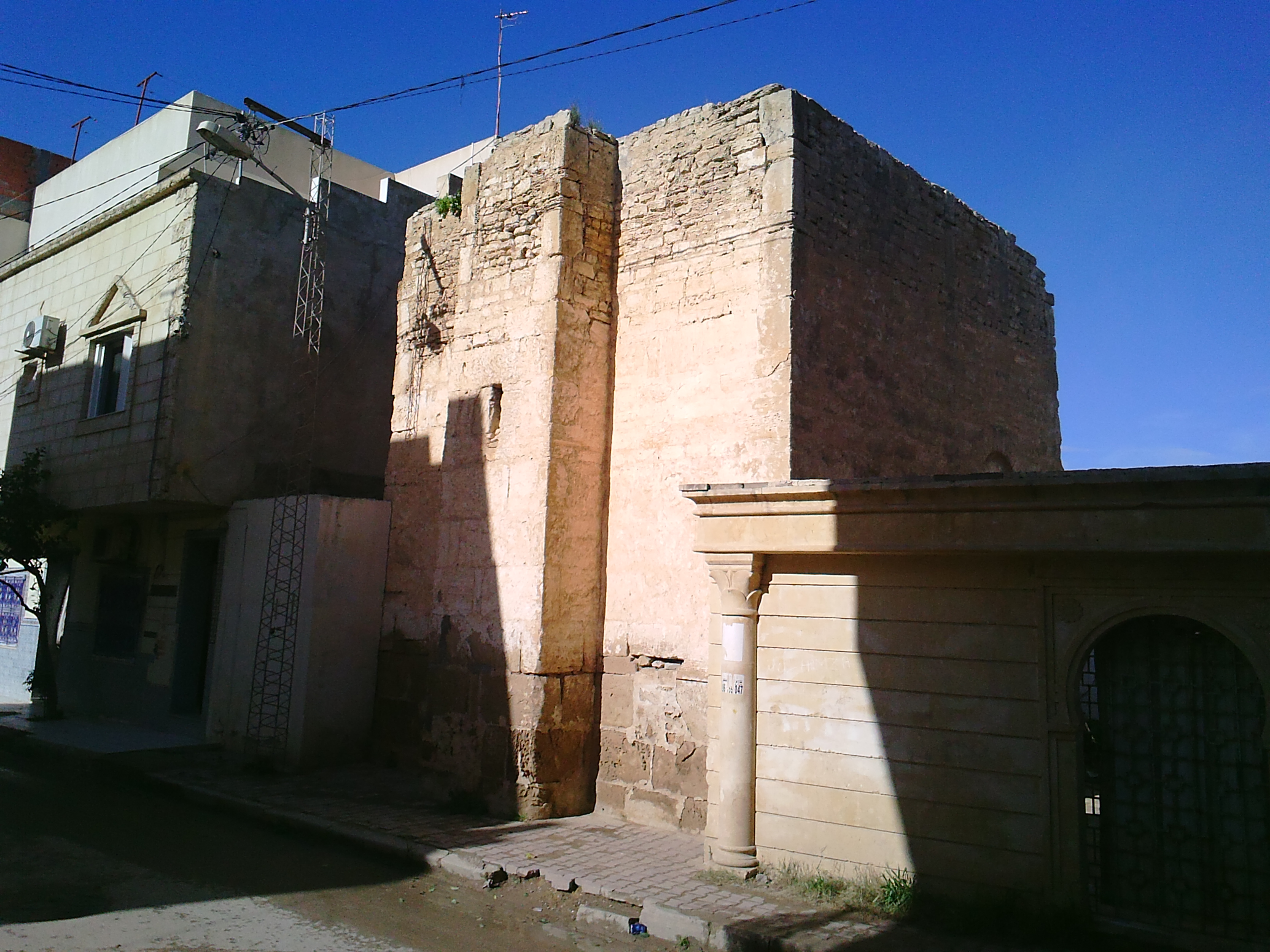
Tour de Sidi Helal.

À la fin du IXe siècle et sous le règne aghlabide, un ribat dont il subsiste toujours une tour, Sidi Helal, est bâti. Pendant la révolte d'Abu Yazid en 945 (334 de l'hégire) et sous le règne du calife fatimide Al-Qaim bi-Amr Allah, Ahmed Fehri El Ansari, originaire de Seguia el-Hamra au Maroc, se fixe à quelques kilomètres de Dar Chaâbane et épouse une descendante du commandant Mechmèch.
Les Normands chrétiens, qui ont conquis le sud de l'Italie et la Sicile entre 1030 et 1091, multiplient leurs attaques sur les côtes de l'Ifriqiya gouvernée par les Zirides. Roger II de Sicile occupe en 1148 le fortin de Nabeul (situé à deux kilomètres de Dar Chaâbane), fondé au IXe siècle, et s'en sert pour attaquer Hammamet. Les Normands vainquent le dernier émir ziride, Abul-Hasan al-Hassan ibn Ali, conquièrent l'ensemble du littoral et fondent le Royaume normand d'Afrique qui tombe aux mains des Almohades aux alentours de 1159.
Les descendants d'Ahmed Fehri El Ansari ainsi que de nouveaux arrivants fondent le bourg de Zaouiet El Fehri. L'histoire de Dar Chaâbane est aussi intimement liée à l'arrivée sur le sol nord-africain des Maures chassés d'Al-Andalus lors de la chute du Royaume de Grenade en 1492, et surtout des Morisques expulsés d'Espagne en 1609.
Après l'indépendance, lors de la création de la première municipalité le 9 janvier 1957, le gouvernement opte pour l'unification des deux villes malgré certaines rivalités historiques, notamment liées au statut particulier des habitants d'El Fehri qui étaient exemptés de service militaire pendant le protectorat français[réf. nécessaire].

## Géographie
Les quartiers de Dar Chaâbane s'appellent Boubker, Bab Bled, Ragouba, El Qsar, Houmet El Kouata, Houmet El Qtatsa, Aïn ed-Daouara, Er-Rahba, El Bhira, Majdoub et Jenah El Akhdhar.
Deux rivières bordent la ville : les oueds El Kebir et Sidi Moussa. Elles sont asséchées durant la majeure partie de l'année.

## Économie

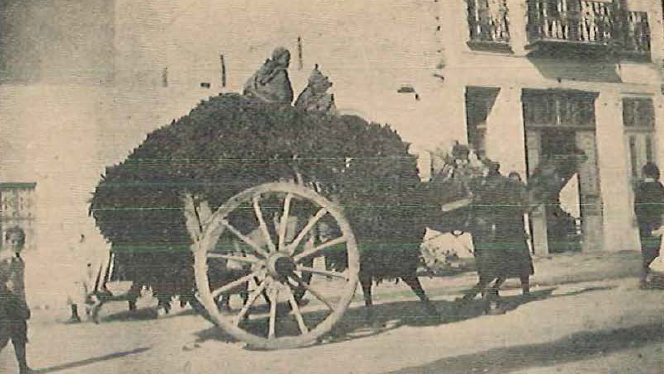
Charrette transportant des piments séchés en 1950.

La ville est célèbre pour le travail de la taille et de la sculpture de la pierre. Elle est aussi au centre d'une région de cultures maraîchères. On lui doit également une sorte de piment nommé felfel chaabani.
Au début du XXe siècle et jusqu'aux années 1930, Dar Chaâbane est l'un des principaux fournisseurs du marché central de Tunis en fruits et légumes frais, les fellahs y ramenant leurs récoltes à dos d'ânes, de chameaux ou en calèches.

## Enseignement
Dans les années 1950, Dar Chaâbane est connue sous le nom de « village des instituteurs » au vu du nombre important d'enseignants originaires de la cité. Actuellement, elle abrite deux collèges et un lycée secondaire ; on y trouve également une dizaine d'écoles primaires.
Dar Chaâbane abrite une université privée : l'université méditerranéenne libre de Tunisie (UMLT).

## Patrimoine

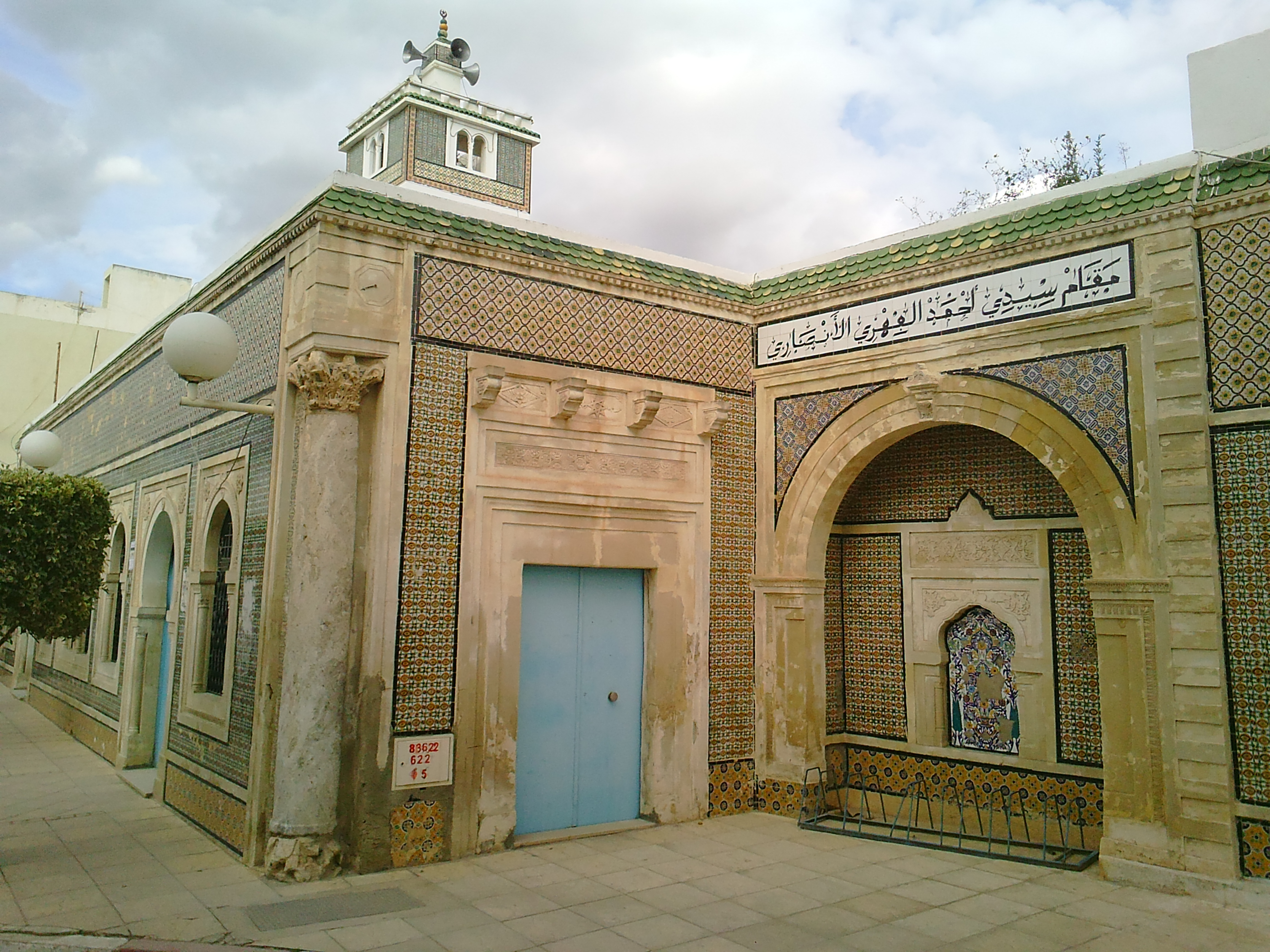
Mosquée Sidi El Fehri.

La ville de Dar Chaâbane comporte plusieurs mausolées de personnages vénérables de l'islam : Sidi El Fehri El Ansari, Sidi Zendine, Sidi Helal, Sidi El Ajmi, Sidi Mejdoub, Sidi Frej, Sidi Soula et Sidi Bou Baker. Le plus célèbre est sans conteste Sidi El Fehri El Ansari que l'on venait visiter de différentes régions de la Tunisie.
Sur la rue Mahmoud Bayrem Ettounsi, la tour Sidi Helal est une aile conservée d'un ancien ribat disparu et datant probablement de la fin du IXe siècle.  
Le mausolée de Sidi El Fehri El Ansari et la mosquée attenante se trouvent à la jonction de la place des Martyrs et la rue du 9-Avril. Il abrite le tombeau du saint patron de la ville qui y a vécu au Xe siècle.

## Sport
Le basket-ball et le football sont des sports populaires dans la ville, tous deux pratiqués par l'Union sportive El Ansar qui s'illustre notamment avec sa section de basket-ball.

## Personnalités
- Sidi Ahmed Fehri El Ansari (Xe siècle) : savant musulman soufi ;
- Mohamed Bachrouch (1911-1944) : écrivain, fondateur de la revue Al Mabaheth créée en 1938 et ami de Abou el Kacem Chebbi.

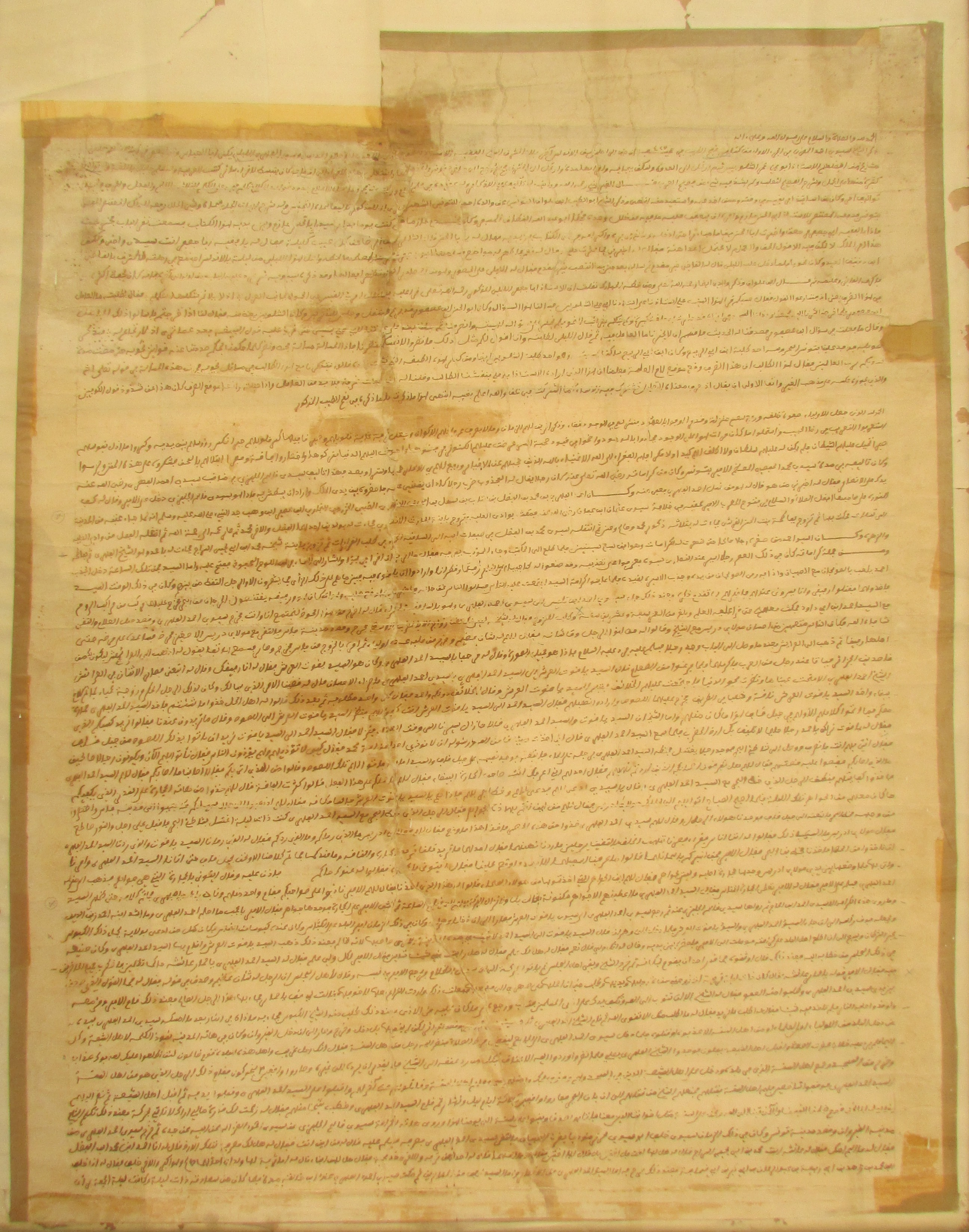
Biographie de Sidi Ahmed Fehri El Ansari (1re partie)
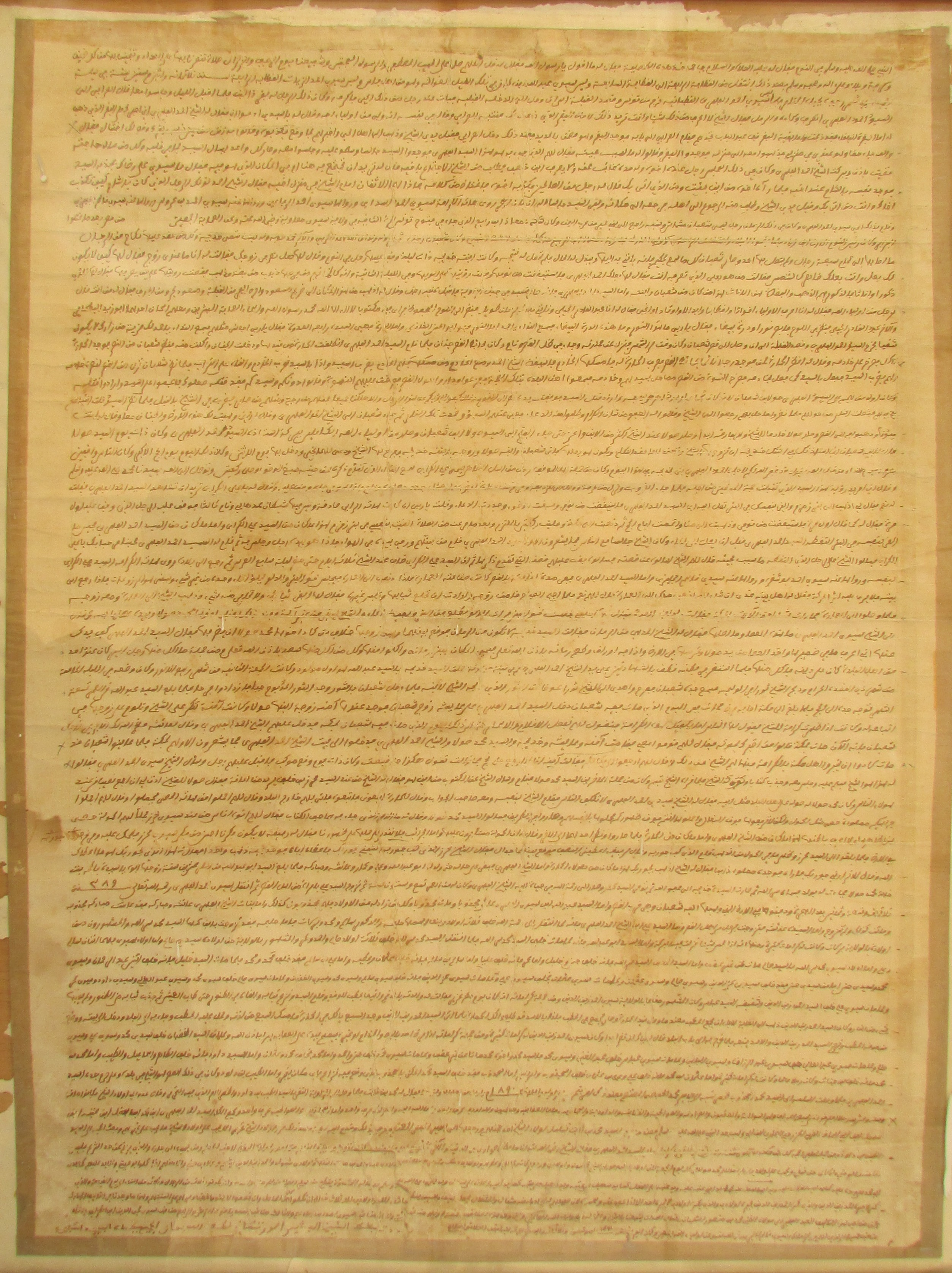
Biographie de Sidi Ahmed Fehri El Ansari (2e partie)